# 와일드 구스 레이크
와일드 구스 레이크(南方車站的聚會, The Wild Goose Lake)는 중국에서 제작된 댜오이난 감독의 2019년 액션, 범죄 영화이다. 호가 등이 주연으로 출연하였다.

## 출연

### 주연
- 호가
- 계륜미

### 조연
- 리아오판